# Казімежа-Велька
Казіме́жа-Велька (пол. Kazimierza Wielka) — місто в південній Польщі, на річці Нідзиці. Адміністративний центр Казімерського повіту Свентокшиського воєводства, найменше повітове місто Польщі. До 1998 р. входило до Келецького воєводства.

## Географія
Розташоване в південно-східній частині басейну Ніди, що є частиною Малопольської височини (Прошовицьке плато). Центр розташовується в долині, довкола є багато ставків.

## Історія
У 1795—1809 роках село Казімежа-Велька входило до складу Західної Галичини, у 1809—1815 — до складу Варшавського князівства.
У 1954 році село отримало статус міського поселення, у 1959 — статус міста.

## Демографія
Демографічна структура станом на 31 березня 2011 року:
|          | Загалом | Допрацездатний вік | Працездатний вік | Постпрацездатний вік |
| -------- | ------- | ------------------ | ---------------- | -------------------- |
| Чоловіки | 2827    | 459                | 2016             | 352                  |
| Жінки    | 3111    | 423                | 1895             | 793                  |
| Разом    | 5938    | 882                | 3911             | 1145                 |

## Пам'ятки
- Костел Воздвиження Святого Хреста[5].
- Будівля житлової вежі (нині тут розташований Музей Казімезької землі).
- Палац.

## Спорт

### Спортивні організації
- футбольний клуб «Спарта», який виступає в аматорській лізі
- Казімезький спортивний осередок
- Діють:
  - спортивна зала з місцями для глядачів,
  - критий плавальний басейн,
  - міський стадіон.

## Транспорт
- Залізнична станція Казімежа-Велька — не діє, вузькоколійна

## Відомі люди
- Тадеуш Стриєнський — польський архітектор, підприємець, автор проєкту палацу в місті[6].
- Казімеж Лубенський — граф, проживав у місті, за його ініціативи збудовано цукроварню «Лубна».

### Бурмістри
- Божена Щип'юр (в. о.)[7]
- Тадеуш Шимон Кнопек
- Адам Анджей Бодзьох[8]